# Antonio Santarelli (teologo)
Antonio Santarelli (Atri, 1569 – Roma, 1649) è stato un teologo e gesuita italiano.

## Biografia
Entrò nella Compagnia di Gesù nel 1586 ed è ricordato per essere stato l'autore dell'opera: Tractatus de haeresi, schismate, apostasia, sollecitatione in sacramento poenintentiae, et de potestate Romani Pontificis in his delictis puniendis, un volume di 644 pagine, pubblicato a Roma nel 1625, approvato dal Preposito generale della Compagnia di Gesù, Muzio Vitelleschi e dedicato al cardinale di Savoia.
La tesi da lui esposta affermava che il Papa aveva il potere di deporre i regnanti eretici, di punirli con pene temporali e obbligarli all'obbedienza.
Quando il libro giunse in Francia, provocò una grande reazione contro i Gesuiti. Deferito in contemporanea al Parlamento di Parigi e all'Università della Sorbona, in data 13 marzo 1626, la Corte suprema decretò la messa al bando e al rogo dell'opera, ritenendola contraria alle leggi del regno, all'autorità del Re e alla libertà della chiesa gallicana.
La facoltà di teologia di Parigi censurò il Tractatus de haeresi ... in quanto sostenitore di tesi ultramontane. Un testo emanato dall'università metteva in guardia i professori e gli allievi contro l'opera di Santarelli qualificata come "nuova dottrina pestilenziale":
« Decretum Almae Universitatis Parisiensis Anno salutis 1626, die XII. Kal. Majas Maturinensi, scribendo adfuerunt Rector, Decani, Procuratories, Magistri, Universitas Studiorum ... »
Il libro di Antonio Santarelli venne deferito al Parlamento e da questo condannato al rogo il 29 gennaio 1627. Questa condanna causò grande imbarazzo ai gesuiti di Francia, che furono costretti a firmare l'abiura, su un testo che era stato dettato dal Parlamento, per evitare di esseri sanzionati e dichiarati "traditori del loro paese" e quindi banditi dal regno.